# Zjlobin
Zjlobin (belarusiska: Жлобін; ryska: Жлобин) är en stad i Belarus. Den ligger i Homels voblast, i den centrala delen av landet, 200 km sydost om huvudstaden Mіnsk. Zjlobin ligger 139 meter över havet och antalet invånare är 75 956.

## Natur
Terrängen runt Zjlobin är mycket platt. Det finns inga andra samhällen i närheten.